# Outcasts of Black Mesa
Outcasts of Black Mesa è un film del 1950 diretto da Ray Nazarro.
È un western statunitense con Charles Starrett, Smiley Burnette e Martha Hyer. Fa parte della serie di film western della Columbia incentrati sul personaggio di Durango Kid.

## Produzione
Il film, diretto da Ray Nazarro su una sceneggiatura di Barry Shipman e un soggetto di Elmer Clifton, fu prodotto da Colbert Clark per la Columbia Pictures e girato nell'Iverson Ranch a Chatsworth, Los Angeles, California, dal 6 al 16 luglio 1949.

## Distribuzione
Il film fu distribuito negli Stati Uniti dal 13 aprile 1950 al cinema dalla Columbia Pictures.
Altre distribuzioni:
- in Brasile (O Exilado do Planalto)
- nel Regno Unito (The Clue)

## Promozione
Le tagline sono:
- STARRETT NEVER HOTTER! SMILEY NEVER FUNNIER!
- The West's Best Action And Fun Team!